# Martin Lamotte
Pour les articles homonymes, voir Lamotte.
Martin Lamotte, né le 2 juin 1947 à Paris 16e, est un acteur, scénariste et réalisateur français.

## Biographie
Martin François Lamotte naît le 2 juin 1947 dans le 16e arrondissement de Paris.
Après une formation auprès de Tania Balachova dans son cours d'art dramatique auquel il s'inscrit en 1968, il rejoint la troupe de Coluche lorsque celui-ci quitte le Café de la Gare pour créer Le Vrai Chic parisien au début des années 1970.
Il obtient son premier rôle au cinéma en 1973 dans L'An 01, aux côtés de ses camarades du café-théâtre.
En 1975, il fonde le Théâtre de la Veuve Pichard avec Christine Dejoux, Gérard Lanvin, Philippe Bruneau et Roland Giraud entre autres.
Devenu très ami avec Coluche, ce dernier lui permettra de tourner à ses côtés dans L'Aile ou la Cuisse, Inspecteur la Bavure et Vous n'aurez pas l'Alsace et la Lorraine, qu'il réalise lui-même.
Il collabore également avec la troupe du Splendid avec qui il se lie d'amitié. Il écrit avec Christian Clavier la pièce Papy fait de la résistance, qui triomphe au théâtre avant de devenir un film en 1983. Ses amis du Splendid pensent à lui pour leurs films Les Bronzés et Le père Noël est une ordure.
De 1979 à 1981, il rejoint la troupe de Stéphane Collaro sur Antenne 2 dans l'émission du Collaro Show, émission où il retrouve Philippe Bruneau et Claire Nadeau issus du café-théâtre.
Il devient dès lors un second rôle sollicité par les plus grands noms de la comédie : Claude Zidi, Philippe de Broca, Jean-Marie Poiré ou encore Gérard Oury.
Il sort de temps en temps de la comédie, pour tourner par exemple aux côtés d'Alain Souchon et Isabelle Adjani dans L'Été meurtrier ou pour Claude Lelouch dans Viva la vie.
Parmi ses rôles les plus populaires, on peut citer : Gilles dans Les Babas-cool (dont il co-écrit le scénario avec Philippe Bruneau), Paul Berthellot dans Les hommes préfèrent les grosses, Guy-Hubert Bourdelle, dit Super Résistant dans Papy fait de la résistance, Boris Pikov dans Twist again à Moscou (qu'il co-écrit avec Christian Clavier), Victor Toulis dans Après la guerre, le comte de la Blache dans Beaumarchais, l'insolent. En 1996, il retrouve son ancien camarade du Splendid Gérard Jugnot dans son film Fallait pas !….
Il passe derrière la caméra en 1998 avec Ça reste entre nous, film où il s'attribue un second rôle et dirige Catherine Frot et Zabou Breitman entre autres.
Depuis les années 2000, il ne fait que de brèves apparitions dans les films, parmi lesquels Ma femme s'appelle Maurice ou Erreur de la banque en votre faveur.
En 2002, il est choisi pour jouer dans la série télévisée Sœur Thérèse.com, dans laquelle il interprète l'inspecteur Bonaventure aux côtés de Dominique Lavanant. La série sera l'un des grands succès de TF1 pendant dix ans.
Il se marie avec la comédienne Karine Belly en 2002. Ils divorcent en 2019.

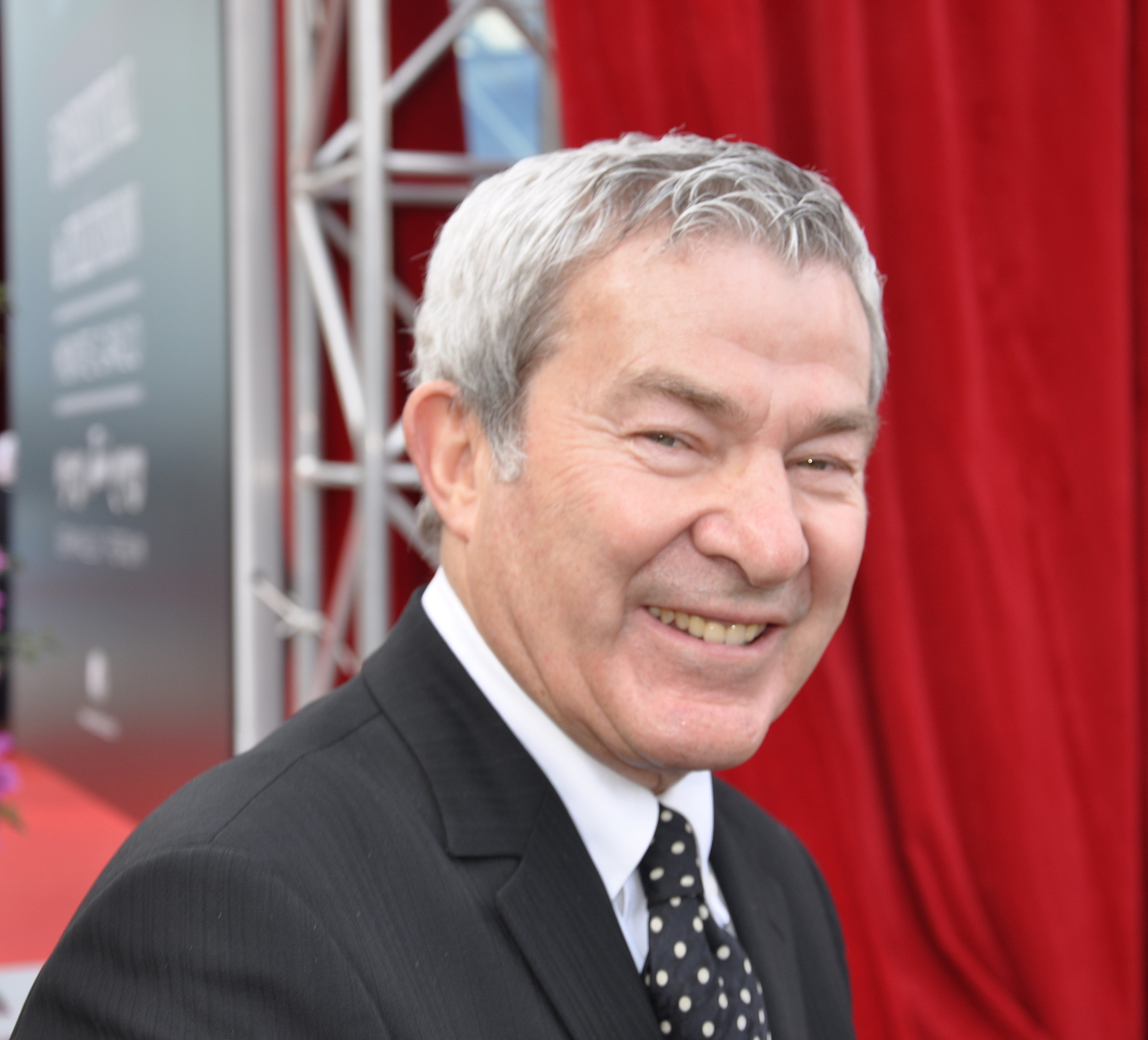
Martin Lamotte en 2013, au Festival de Monte-Carlo.

En juin 2012, on lui propose un nouveau rôle dans une série de TF1, celui de Jean-Pierre Lambert, dit Monsieur Lambert, un des rôles principaux de Nos chers voisins. Nouveau succès puisque le programme court obtient, en moyenne, une audience de six millions de téléspectateurs depuis les débuts de sa diffusion. La série sera tournée jusqu'en 2017.
Parallèlement à sa carrière d'acteur de cinéma et de télévision, il continue de jouer avec succès au théâtre. On l'applaudit dans Un fil à la patte, de Georges Feydeau mis en scène par Pierre Mondy, Panique au Plazza et Espèces menacées de Ray Cooney, Faisons un rêve de Sacha Guitry ou bien encore Les Diablogues de Roland Dubillard avec Michel Galabru. Fin 2016, il reprend au théâtre le personnage du lieutenant Columbo, déjà mis en scène dans une pièce américaine écrite en 1962 par William Link et Richard Levinson intitulée Meurtre sous prescription.
Durant l'été 2022, il participe à la première saison du jeu Les Traîtres sur M6.
En avril 2023, il participe à la saison 5 de Mask Singer sous le costume du vautour et fut le premier éliminé de la saison.

## Filmographie

### Acteur

#### Cinéma
- 1973 : L'An 01 de Jacques Doillon
- 1975 : Au long de rivière Fango de Sotha[3],[4]
- 1976 : L'Aile ou la Cuisse de Claude Zidi : Roland
- 1977 : Des enfants gâtés de Bertrand Tavernier : Un ami d'Anne
- 1977 : Vous n'aurez pas l'Alsace et la Lorraine de Coluche : le bouffon
- 1978 : Si vous n'aimez pas ça, n'en dégoûtez pas les autres de Raymond Lewin : lui-même en spectateur
- 1978 : Pauline et l'Ordinateur de Francis Fehr : Martin
- 1978 : Les Bronzés de Patrice Leconte : Miguel
- 1979 : Les héros n'ont pas froid aux oreilles de Charles Nemes : le marié
- 1980 : Inspecteur la Bavure de Claude Zidi : Inspecteur Gaffuri
- 1981 : Les hommes préfèrent les grosses de Jean-Marie Poiré : Paul Barthellot (crédité sous le nom Martin Lamothe)
- 1981 : Les Babas-cool de François Leterrier : Gilles
- 1982 : Elle voit des nains partout ! de Jean-Claude Sussfeld : le prince charmant
- 1982 : Le père Noël est une ordure de Jean-Marie Poiré : M. Leble
- 1982 : Le Quart d'heure américain de Philippe Galland : Joel
- 1983 : Circulez y a rien à voir ! de Patrice Leconte : Le cuisinier
- 1983 : Papy fait de la résistance de Jean-Marie Poiré : Guy-Hubert Bourdelle/Super-Résistant
- 1983 : L'Été meurtrier de Jean Becker : Georges
- 1983 : Debout les crabes, la mer monte ! de Jean-Jacques Grand-Jouan : Louis
- 1984 : Pinot simple flic de Gérard Jugnot : Cricri (voix)
- 1984 : La Smala de Jean-Loup Hubert : Le curé à l'enterrement
- 1984 : Viva la vie de Claude Lelouch : Journaliste
- 1985 : Tranches de vie de François Leterrier : Alain, le fiancé hésitant/le commissaire politique
- 1985 : Astérix et la Surprise de César de Gaëtan et Paul Brizzi : voix
- 1985 : Le Mariage du siècle de Philippe Galland : Guillaume
- 1985 : Gros Dégueulasse de Bruno Zincone : le maître-nageur
- 1986 : La Gitane de Philippe de Broca : le commissaire
- 1986 : Twist again à Moscou de Jean-Marie Poiré : Boris Pikov
- 1987 : Sale Destin de Sylvain Madigan : Denis
- 1987 : Tant qu'il y aura des femmes de Didier Kaminka : Sacha
- 1987 : Fucking Fernand de Gérard Mordillat : la fouine
- 1987 : L'Œil au beur(re) noir de Serge Meynard : Jean-René Perron
- 1988 : Fréquence meurtre d'Élisabeth Rappeneau : Simon Lieberman
- 1988 : Envoyez les violons de Roger Andrieux : Frank
- 1988 : Sans peur et sans reproche de Gérard Jugnot : Louis XII
- 1989 : L'Orchestre rouge de Jacques Rouffio : Kent
- 1989 : Après la guerre de Jean-Loup Hubert : Victor Toulis
- 1990 : Bienvenue à bord de Jean-Louis Leconte : Martin Placardi
- 1990 : Promotion canapé de Didier Kaminka : Marcel, le formateur
- 1991 : L'Année de l'éveil de Gérard Corbiau : Le 4e de Section
- 1991 : Les Secrets professionnels du docteur Apfelglück d'Alessandro Capone, Stéphane Clavier : l'Espagnol
- 1991 : Money de Steven Hilliard Stern
- 1991 : Paris s'éveille d'Olivier Assayas : Zablonsky
- 1991 : La Thune de Philippe Galland : Père d’Edwige
- 1992 : À quoi tu penses-tu ? de Didier Kaminka : André
- 1993 : Coup de jeune ! de Xavier Gélin : Jean-Max
- 1993 : Pas d'amour sans amour d'Évelyne Dress : M. Roland
- 1993 : Les Ténors de Francis de Gueltzl : Maurice Chortin
- 1994 : 3000 Scénarios contre un virus segment La Pharmacie de Gérard Jugnot
- 1995 : Tom est tout seul de Fabien Onteniente : Jean-Pierre
- 1996 : Golden Boy de Jean-Pierre Vergne : Jérôme Tiercelin
- 1996 : Beaumarchais, l'insolent d'Édouard Molinaro : comte de la Blache
- 1996 : Fallait pas !… de Gérard Jugnot : Solomuka
- 1996 : Un homme est tombé dans la rue de Dominique Roulet
- 1997 : Les Démons de Jésus de Bernie Bonvoisin : Coldet
- 1997 : Arlette de Claude Zidi : le chef routier
- 1998 : C'est pas ma faute ! de Jacques Monnet : Georges
- 1998 : Ça reste entre nous de Martin Lamotte : Richard
- 1999 : Le Schpountz de Gérard Oury : Brenner
- 2000 : Adela d'Eduardo Mignogna : Eugène
- 2002 : Ma femme s'appelle Maurice de Jean-Marie Poiré : Jean-Bernard Trouabal
- 2006 : Les Bronzés 3 de Patrice Leconte : Miguel
- 2009 : Erreur de la banque en votre faveur de Michel Munz et Gérard Bitton : Antoine
- 2011 : Une folle envie de Bernard Jeanjean : Alfredo Abadi
- 2021 : L'Instant présent de Florian Hessique : Mario
- 2025 : La Tournée de Florian Hessique : Philippe Müller

#### Télévision
- 1992 : Papa veut pas que je t'épouse de Patrick Volson : Max Schmulevitz
- 1992 : Les Taupes-niveaux de Jean-Luc Trotignon : Charognat
- 1992 : Pierre qui brûle de Léo Kaneman : Maxime
- 1992 : Hors piste d'Alain Baudy
- 1995 : Police des polices de Michel Boisrond : Commissaire Lorenzi
- 1996 : Petite Sœur de Marion Sarraut : Serge Botelli
- 1997 : Une patronne de charme de Bernard Uzan : Georges Dubreuil
- 1998 : L'Envolé de Philippe Venault : Raphaël
- 1998 : Baldi (épisode Baldi et radio trottoir) : Marco
- 2002-2011 : Sœur Thérèse.com de Christian Faure : Gérard Bonnaventure
- 2003 : Fragile de Jean-Louis Milesi : Jacques
- 2005 : Milady de Josée Dayan : Richelieu
- 2005 : L'Ombre d'un crime de Jean Sagols : Gilet
- 2005 : Trois Femmes… un soir d'été de Sébastien Grall : Michel Auvignon
- 2006 : Le Temps de la désobéissance de Patrick Volson : Barois
- 2010 : Contes et nouvelles du XIXe siècle : Crainquebille de Philippe Monnier : Mangin
- 2010 : Un divorce de chien de Lorraine Lévy : Schoum
- 2011 : L'Épervier de Stéphane Clavier : Marquis de La Motte
- 2011 : Doc Martin (épisode La baronne de Port-Garrec) : Victor
- 2011 : Joséphine, ange gardien (épisode Suivez le guide) : François
- 2012 : Profilage (épisode D'entre les morts) : Armand Dubois
- 2012 : Enquêtes réservées (épisode Routards du crime) : François Bagnon
- 2012-2017 : Nos chers voisins (série) : Jean-Pierre Lambert
- 2014 : Famille et Turbulences d'Éric Duret : Roland
- 2014 : Nicolas Le Floch : Le Cadavre anglais de Philippe Bérenger : Lavalée[5]
- 2015 : Camping Paradis (épisode Une fiançée presque parfaite) : Michel Bertrand
- 2016 : À votre service de Florian Hessique (épisode Un ami qui vous veut du bien)
- 2016 : Caïn (épisode Une seconde avant la mort) : Bernard Letter
- 2016 : Le Mari de mon mari de Charles Nemes : Père d'Antoine
- 2023 : Mémoires à vif de Julie Gali : commissaire Jean-Yves Lefrançois
- 2023 :  Mask Singer : le vautour

#### Clip vidéo
On peut voir Martin Lamotte dans le clip de Julien Clerc Lili voulait aller danser.[réf. souhaitée]

### Scénariste
- 1981 : Les Babas-cool
- 1983 : Papy fait de la résistance
- 1986 : Twist again à Moscou
- 1987 : La Vie dissolue de Gérard Floque
- 1989 : Imogène : Ne vous fâchez pas, Imogène
- 1990 : Imogène : Imogène est de retour
- 1992 : Le Zèbre

### Réalisateur
- 1997 : Ça reste entre nous

## Doublage

### Cinéma

#### Films
- 1985 : Ouragan sur l'eau plate : Deke Halliday (Dick Shawn)

## Théâtre
- 1973 : Ginette Lacaze de et mise en scène Coluche, Le Vrai Chic parisien
- 1973 : Introduction à l'esthétique de et mise en scène Coluche, Le Vrai Chic parisien
- 1974 : Le Crépuscule des lâches de Jacques Delaporte et Martin Lamotte, mise en scène Martin Lamotte, Le Vrai Chic parisien
- 1974 : Les Semelles de la nuit de Romain Bouteille, Café de la Gare
- 1975 : Le Graphique de Boscop de Sotha, Café de la Gare
- 1976 : Ginette Lacaze de et mise en scène Coluche, Élysée-Montmartre
- 1976 : La Revanche de Louis XI de Philippe Bruneau, Martin Lamotte, mise en scène Martin Lamotte, Théâtre de la Veuve Pichard
- 1977 : Le Secret de Zonga de et mise en scène Martin Lamotte, Théâtre de la Veuve Pichard
- 1979 : Les Chantiers de la gloire de Philippe Bruneau, Luis Rego, Martin Lamotte, mise en scène Luis Rego, Théâtre de l'Atelier
- 1981 : Elle voit des nains partout de Philippe Bruneau, Théâtre de la Gaîté-Montparnasse
- 1982 : Papy fait de la résistance de et mise en scène Martin Lamotte et Christian Clavier, Théâtre du Splendid Saint-Martin
- 1983 : Ma vedette américaine de François Coutarnoux, mise en scène Pierre Mondy, Théâtre Saint-Georges
- 1986 : L'Excès contraire de Françoise Sagan, mise en scène Michel Blanc, Théâtre des Bouffes-Parisiens
- 1989 : Un fil à la patte de Georges Feydeau, mise en scène Pierre Mondy, Théâtre du Palais-Royal
- 1991 : Le Crépuscule des lâches de Jacques Delaporte et Martin Lamotte, mise en scène Martin Lamotte, Théâtre de la Porte-Saint-Martin
- 1992 : Sarcophagus de Vladimir Gubariev, adaptation Éric-Emmanuel Schmitt, mise en scène Jean-Luc Tardieu, Maison de la Culture de Loire-Atlantique Nantes
- 1993 : Un couple infernal de Carol Brenner et Martyne Visciano, mise en scène Isabelle Nanty, Théâtre du Splendid Saint-Martin
- 1995 : L'Hôtel du libre échange de Georges Feydeau, mise en scène Franck de Lapersonne, théâtre de la Michodière
- 1997 : Piscine avec souvenirs de Terence Mac Nally, mise en scène Bernard Murat, théâtre de l'Atelier
- 1997 : Espèces menacées de Ray Cooney, mise en scène Éric Civanyan, théâtre de la Michodière
- 1999 : Moi, mais... en mieux de Jean-Noël Fenwick, mise en scène Jean-Claude Idée, théâtre de la Michodière
- 2001 : Moi, mais... en mieux de Jean-Noël Fenwick, mise en scène Jean-Claude Idée, théâtre de la Michodière
- 2002 : Panique au Plazza de Ray Cooney, mise en scène Pierre Mondy, théâtre des Variétés
- 2003 : Daddy Blues de Bruno Chapelle et Martyne Visciano, mise en scène Éric Civanyan, théâtre de la Michodière
- 2006 : Le Butin de Joe Orton, mise en scène Didier Caron, tournée
- 2007 : La Danse de l'albatros de Gérald Sibleyras, mise en scène Patrice Kerbrat, théâtre Montparnasse
- 2007 : Un type dans le genre de Napoléon de Sacha Guitry, mise en scène Bernard Murat, Théâtre Édouard-VII
- 2008 : Faisons un rêve de Sacha Guitry, mise en scène Bernard Murat, Théâtre Édouard-VII
- 2010 : Drôle de couple de Neil Simon, mise en scène Anne Bourgeois, Théâtre des Nouveautés, tournée
- 2012 : Tartarin de Tarascon de Jérôme Savary, mise en scène de l'auteur, Théâtre André Malraux
- 2013 : Inconnu à cette adresse de Kressmann Taylor, lecture dirigée par Delphine de Malherbe, Théâtre Antoine - Simone-Berriau
- 2013 : The Guitrys d'Éric-Emmanuel Schmitt, mise en scène Steve Suissa, Théâtre Rive gauche, tournée
- 2014 : Les Diablogues de Roland Dubillard, mise en scène Anne Bourgeois, Théâtre du Palais-Royal
- 2016 - 2017 : Columbo, meurtre sous prescription de Richard Levinson et William Link, mise en scène Didier Caron, théâtre Michel
- 2018 - 2019 : Face à face de Peter Quilter, mise en scène Thomas Le Douarec, tournée
- 2019 : Mariage et châtiment de David Pharao, mise en scène de l'auteur, Théâtre Tête d'or
- 2021 : Papy fait de la résistance de Martin Lamotte et Christian Clavier, mise en scène Serge Postigo (Théâtre de Paris)

## Distinctions
- 1990 : nomination pour le Molière du comédien dans un second rôle pour Un fil à la patte